# Anarchizm egzystencjalny
Anarchizm egzystencjalny – pogląd mówiący, że egzystencjalizm stanowi filozoficzną podstawę anarchizmu. Anarchistyczny historyk Peter Marshall twierdzi, że: „istnieje ścisły związek między naciskiem egzystencjalistów na indywidualność, wolny wybór i odpowiedzialność moralną a głównymi zasadami anarchizmu”.

## Tło

### Max Stirner
Anarchizm miał proto-egzystencjalistyczny wydźwięk głównie w pismach niemieckiego anarchoindywidualisty Maxa Stirnera. W swojej książce Jedyny i jego własność (1845) opowiada się za konkretnym indywidualnym istnieniem lub egoizmem przeciwko najczęściej akceptowanym instytucjom społecznym – w tym państwu, własności jako prawu, prawom naturalnym w ogóle i samej idei społeczeństwa – które rozważa w umyśle jako „zwidy” lub esencje. Według Herberta Reada egzystencjalizm „eliminuje wszystkie systemy idealizmu, wszystkie teorie życia lub bycia tym człowiekiem podporządkowanym idei, jakiejś abstrakcji. Eliminuje także wszystkie systemy materializmu, które podporządkowują człowieka działaniu praw fizycznych i ekonomicznych. Mówi się, że człowiek jest rzeczywistością – nawet człowiek abstrakcyjny, jest człowiekiem, ty i ja; i wszystko inne – wolność, miłość, rozum, Bóg – jest przypadkiem zależnym od woli jednostki. Pod tym względem egzystencjalizm ma wiele wspólnego z egoizmem Maxa Stirnera”.

### Friedrich Nietzsche
Friedrich Nietzsche jest jednym z pierwszych filozofów uważanych za twórcę podstaw dla ruchu egzystencjalistycznego, choć ruch ten powstał dopiero po jego śmierci, kiedy to dzieła filozofa stały się bardziej znane. Jednak za życia Nietzsche był często kojarzony z ruchami anarchistycznymi i jego filozofia okazała się wpływowa dla wielu myślicieli anarchistycznych, pomimo tego, że w swoich dziełach wyraża się negatywnie o anarchizmie. Było to wynikiem popularnego w tym okresie skojarzenia jego pomysłów z pomysłami Maxa Stirnera. Jako taki nadczłowiek Nietzschego reprezentował swobodę określania przez ludzi natury ich własnego istnienia, a także pragnienie nowego człowieka, który nie miałby być ani panem, ani niewolnikiem. Wyidealizowana jednostka Nietzschego wymyśla swoje własne wartości i tworzy warunki, na których się wyróżniają, nie biorąc pod uwagę Boga, państwa ani społecznych zachowań stadnych. To właśnie te rzeczy przyciągnęły Nietzschego zarówno do anarchistów, jak i egzystencjalistów, pokazując wyraźną podobieństwo między nimi.

### Inni poprzednicy
Niektórzy twierdzą, że Michaił Bakunin, prawdopodobnie podążał za „filozofią egzystencji”, jako opozycji do „filozofii esencji”, której twórcą był Hegel, postać, którą wielu anarchistów, w przeciwieństwie do marksistów, uważa za autorytarną  lub nawet totalitarną. „Każda jednostka”, pisze Bakunin, „dziedziczy po urodzeniu, w różnym stopniu, nie idee i wrodzone sentymenty, jak twierdzą idealiści, ale jedynie zdolność do odczuwania, woli, myślenia i mówienia, zestawu „podstawowych zdolności bez treści”, które są wypełniane poprzez konkretne doświadczenia. Fundamentalni myśliciele egzystencjalizmu, tacy jak Søren Kierkegaard i Friedrich Nietzsche, również wyrazili swój sprzeciw wobec Hegla za to, że odmówił roli wolnej jednostki, wychwalając państwo i Kościół oraz twierdząc, że są one „absolutną wiedzą” na temat ludzi. Bakunin później stanowczo sprzeciwiał się Heglowi, gdy stał się anarchistą, nie chciał się z nim identyfikować.
Transcendentaliści, szczególnie Henry David Thoreau, również mieli wpływ na anarchizm i egzystencjalizm.

## Początek i połowa XX wieku

### Kafka i Buber
W pierwszej i drugiej dekadzie XX wieku wielu filozofów i pisarzy zgłębiało egzystencjalistyczne tematy. Przed drugą wojną światową, kiedy egzystencjalizm nie był jeszcze znany, Franz Kafka i Martin Buber byli tymi myślicielami, którzy również uważali się za anarchistów. Obaj są dziś czasami postrzegani jako żydowscy egzystencjaliści, a także żydowscy anarchiści.

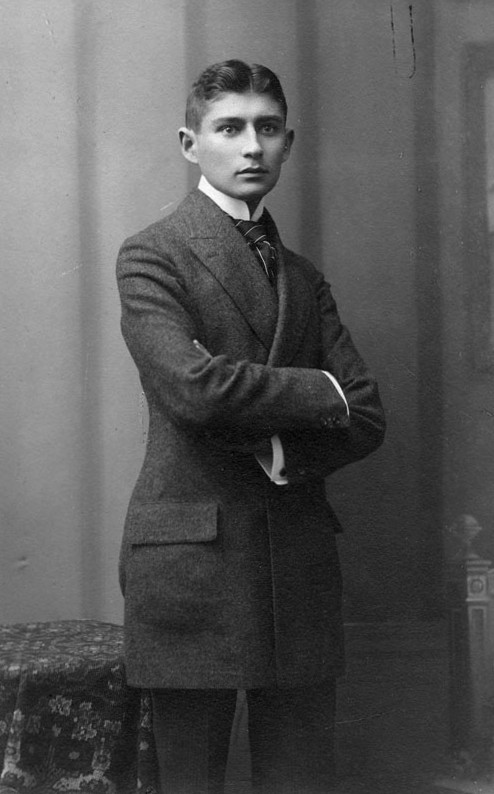
Franz Kafka łączył teorię anarchistyczną z egzystencjalizmem

Oczywiście, dzieł Kafki nie można sprowadzać ani do teorii filozoficznej, ani politycznej, ale nie stanowi to przeszkody w łączeniu egzystencjalizmu i anarchizmu z jego głównymi pismami. Jeśli chodzi o politykę, Kafka uczestniczył w spotkaniach Klub Mladých, czeskiej organizacji anarchistycznej, antymilitarystycznej i antyklerykalnej, a w swoim dzienniku Kafka odniósł się do wpływowego filozofa anarchistycznego Piotra Kropotkina: „Nie zapomnij o Kropotkinie!”
W swojej twórczości Kafka przestawiał surrealistyczne i wyobcowane postacie, które zmagają się z beznadziejnością i absurdem, tematami ważnymi dla egzystencjalizmu, ale jednocześnie prezentował krytykę autorytarnej rodziny (w Przemianie) i biurokracji (w takich dziełach jak Proces). Mówił na przykład o życiu rodzinnym jako polu bitwy: „Zawsze uważałem moich rodziców za prześladowców”, pisał w liście, również że „Wszystko co rodzice chcą zrobić, to powrócić do jednego z dni młodości, od których pragnie się uwolnić i uciec”. Pod tym względem mówił z doświadczenia, ale miał na niego wpływ także jego przyjaciel Otto Gross, austriacki anarchista i psychoanalityk. Sam Otto Gross połączył Nietzschego i Stirnera z Sigmundem Freudem, rozwijając własną libertariańską formę psychologii, czując, że ujawnili oni potencjał ludzki sfrustrowany przez autorytarną rodzinę: „Dopiero teraz możemy zrozumieć, że źródłem władzy jest rodzina, że połączenie seksualności i autorytetu wykazane w rodzinie jest przez prawa, które nadal przysługują ojcu, powoduje to, że cała indywidualność jest w kajdanach ”.
Zgadzając się z Grossem i utrzymując fundamentalne poglądy anarchistyczne, Kafka zdefiniowałby również kapitalizm jako biurokrację, „system relacji zależności”, w którym „wszystko jest ułożone hierarchicznie, wszystko jest łańcuchem”, że „łańcuchy torturowanej ludzkości” są wykonane z oficjalnych dokumentów ministerstw ".
Martin Buber jest najbardziej znany ze swojej filozofii dialogu, formy egzystencjalizmu religijnego skoncentrowanej na rozróżnieniu między relacją Ja-Ty a relacją Ja-To. W swoim eseju Ich und Du opublikowanym w 1923 pisze, w jaki sposób nie możemy odnosić się do innych ludzi przechodząc z „ja” do „to”, w stosunku do przedmiotu, który jest odrębny sam w sobie. Zamiast tego uważa, że ludzie powinni znaleźć sens w relacjach międzyludzkich, poprzez „ja” w stosunku do „ty”, w stosunku do ludzi jako celów samych w sobie, co ostatecznie prowadzi nas do Boga. Perspektywa ta może być postrzegana jako anarchistyczna, ponieważ w pewien sposób krytykuje pojęcia „postępu” fundamentalne dla autorytarnych ideologii, które wyodrębniają się z osobistego tu i teraz ludzi. Później Martin Buber opublikował pracę Paths in Utopia (1952), w której wyraźnie wyszczególnił swoje anarchistyczne poglądy swoją teorią „wspólnoty dialogicznej” opartej na interpersonalnych „relacjach dialogowych”.

### Okres powojenny
Po II wojnie światowej egzystencjalizm stał się znanym i znaczącym ruchem filozoficznym i kulturalnym, który w tym czasie niewątpliwie wpłynął na wielu anarchistów. Stało się to głównie poprzez publiczne wyróżnienie dwóch francuskich pisarzy, Jean-Paula Sartre'a i Alberta Camusa, którzy pisali najlepiej sprzedające się powieści, sztuki i szeroko czytane dziennikarstwo oraz teksty teoretyczne.
Wpływowy propagator ateistycznego egzystencjalizmu, Sartre w swoich pracach podkreślał ekspansję wolności jednostki w świecie bez Boga i utrwalonej ludzkiej natury. Tak jak anarchiści, zawsze podkreślał, że deterministyczne plany dla nas samych lub przyszłości nigdy nie doprowadzą do wolności, Sartre wierzył, że ludzie mogą sami wybrać własną wolność, „być dla siebie”, bez narzuconych ról politycznych i gospodarczych. Ta wolność nie zawsze może być całkowicie radosna, ponieważ, według Sartre „człowiek jest skazany na wolność”. Anarchiści twierdzą również, że społeczeństwo anarchistyczne byłoby pożądane, ale nie jest ono nieuniknione i już nam dane, a zatem pozostaje coś, co jest trudne dla nas samych, jest to odpowiedzialność za stworzenie takiego społeczeństwa.
Przez krótki okres, między 1939 a 1940, Sartre był anarcho-pacyfistą. Chociaż najbardziej znany ze swojej marksistowskiej polityki i sprzymierzania się z Francuską Partią Komunistyczną i maoistami w 1968, Sartre powiedział po majowej rebelii: „Jeśli ktoś ponownie przeczyta wszystkie moje książki, zda sobie sprawę, że nie zmieniłem się głęboko i że zawsze pozostawałem anarchistą”. Pod koniec życia Sartre wyraźnie przyjął anarchizm.

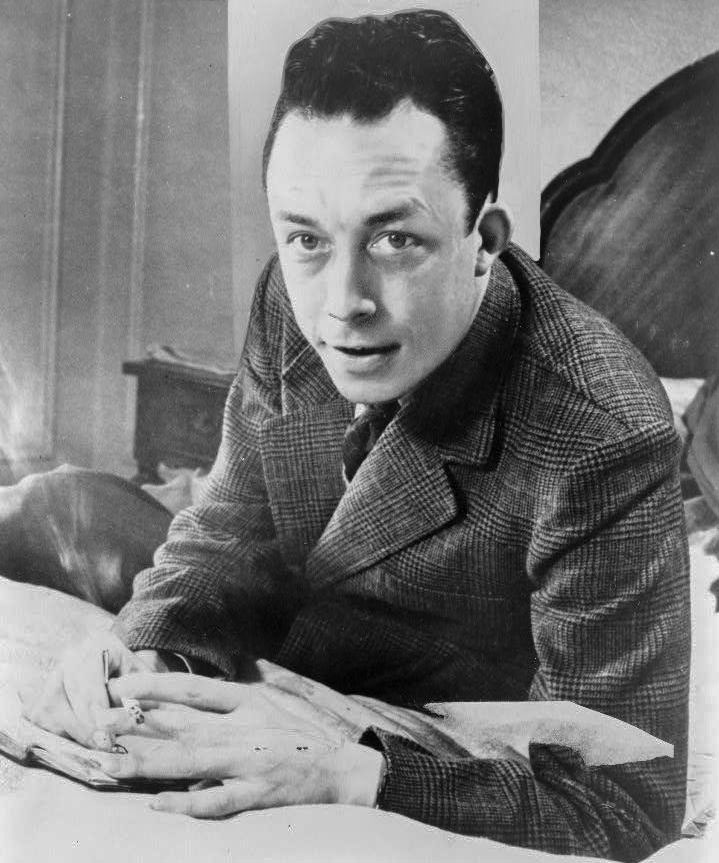
Albert Camus, teoretyk absurdyzmu

Mimo odrzucenia terminu „egzystencjalizm”, Camus był przyjacielem Sartre'a i uważany jest za część ruchu egzystencjalistycznego. Jako kolejny przedstawiciel ateistycznego egzystencjalizmu, stawienia czoła temu, co nazywał absurdem, i tym, jak powinniśmy się buntować przeciwko absurdowi poprzez życie, otwierając drogę do wolności bez transcendentnej rzeczywistości. Camus byłby również powiązany z francuskim ruchem anarchistycznym. Anarchista André Prudhommeaux po raz pierwszy przedstawił go na spotkaniu w Cercle des Étudiant Anarchistes (Koło Studentów Anarchistów) jako sympatyka zaznajomionego z myślą anarchistyczną. Pisał dla publikacji anarchistycznych, takich jak Le Libertaire, La révolution Proletarienne i Solidaridad Obrera (Solidarność Robotnicza, organ anarcho-syndykalistycznej Narodowej Konfederacji Pracy CNT), i opowiadał się za anarchistami, gdy wyrażając poparcie dla powstania w 1953 we wschodnich Niemczech. Również ponownie sprzymierzył się z anarchistami w 1956,  popierając powstanie robotnicze w Poznaniu, a następnie w tym samym roku rewolucję węgierską.
Jedno z najistotniejszych przejawów zarówno jego egzystencjalistycznej, jak i anarchistycznej pozycji pojawia się w pracy Człowiek zbuntowany. Dla Camusa, podobnie jak dla Nietzschego, bunt nie powinien zamieniać się w nihilizm, i jak według Stirnera, powinien pozostać oddzielny od rewolucji. Nie jest to akt samotny i nie niszczy ludzkiej solidarności, ale potwierdza powszechną naturę ludzi. W doświadczeniu absurdu cierpienie jest indywidualne, ale gdy przechodzi do buntu, powstaje świadomość kolektywności. Camus argumentuje, że pierwszym krokiem wyobcowanej osoby jest uznanie, że dzieli ona takie wyobcowanie ze wszystkimi ludźmi. Bunt wyprowadza zatem jednostkę z izolacji: „Buntuję się, dlatego jesteśmy”. Pod koniec swojej książki Camus celebruje ducha antyautorytarnego w historii i opowiada się za anarcho-syndykalizmem jako jedyną alternatywą: „Związki zawodowe, podobnie jak gmina, są zaprzeczeniem, z korzyścią dla rzeczywistości, abstrakcyjnego biurokratycznej centralizacji”.
Porównywany przez krytyków do Kafki i Camus, Stig Dagerman był głównym przedstawicielem grupy szwedzkich pisarzy zwanych „Fyrtiotalisterna” („pisarze lat czterdziestych”), którzy kierowali się egzystencjalistycznym uczuciem strachu, wyobcowania i bezsensowności, częste w następstwie okropności drugiej wojny światowej i nadchodzącej zimnej wojny.  Był on także przez całe życie aktywnym anarchistą, dołączył w 1941 do Syndicalist Youth Federation, organizacji młodzieżowej związku syndykalistycznego. W wieku dziewiętnastu lat został redaktorem „Storm”, gazety młodzieżowej, a w wieku dwudziestu dwóch lat został redaktorem kulturalnym Arbetaren („Robotnik”), wówczas codziennej gazety Centralnej Organizacji Szwedzkich Robotników. Nazwał „Arbetaren” swoim „duchowym miejscem narodzin”.

### Wpływ egzystencjalizmu
Włoski anarchista Pietro Ferrua stał się w tym okresie wielbicielem Sartre i uważał egzystencjalizm za logiczną filozofię anarchistów i „napisał kilka artykułów na ten temat”. Marie Louise Berneri napisała, że „we Francji Jean-Paul Sartre, André Breton i Camus… wszyscy stoczyli bitwę jednostki przeciwko państwu”.
W swoim eseju Egzystencjalizm, marksizm i anarchizm (1949) angielski anarchista Herbert Read uznaje związek między anarchizmem a egzystencjalizmem. Read bierze pod lupę pisma Sørena Kierkegaarda, Martina Heideggera i Jean-Paula Sartre'a. Zestawia ich egzystencjalizm z własnym anarchizmem, uważając oba za lepsze od marksizmu. Read był jednym z pierwszych pisarzy spoza Europy kontynentalnej, który zwrócił uwagę na ten ruch, i być może zbliżył się do egzystencjalistycznego teoretyka tradycji europejskiej. Był również pod silnym wpływem Maxa Stirnera, zauważył bliskość między egoizmem Stirnera i egzystencjalizmem. Napisał entuzjastyczną Przedmowę do angielskiego przekładu Człowieka zbuntowanego Alberta Camus z 1953.

## Era współczesna
Chociaż w latach 40. i 50. egzystencjalizm był dominującym europejskim ruchem intelektualnym, w latach 60. zaczął tracić swój wpływ w obliczu rosnącej negatywnej reakcji. W latach sześćdziesiątych istniał niewielki ruch egzystencjalistyczny lub takie o których nikt nie mówił, a ich popularność stała się znacznie bardziej przyćmiona przez strukturalizm, poststrukturalizm i postmodernizm – podejścia intelektualne, które są dziś nadal bardzo popularne w środowiskach akademickich. Jednak egzystencjalizm, szczególnie fenomenologia egzystencjalna, nadal miał znaczący wpływ na poststrukturalizm i postmodernizm; jeden z krytyków argumentował, że poststrukturalistów równie dokładnie można nazwać „postfenomenologizmem”. Podobnie jak egzystencjalizm, podejścia te odrzucają pojęcia esencjalistyczne lub redukcjonistyczne i są krytyczne wobec dominującej zachodniej filozofii i kultury, odrzucając poprzednie systemy wiedzy oparte na ludzkich znawcach. Dlatego od lat 80. coraz większa liczba anarchistycznych filozofii, reprezentowanych terminem „post-anarchizm”, stosuje podejście poststrukturalistyczne i postmodernistyczne.
Saul Newman wykorzystał w swoich post-anarchistycznych pracach myśli Maxa Stirnera i Fryderyka Nietzschego oraz Jacques Lacana. Newman krytykuje klasycznych anarchistów za przyjęcie obiektywnej „natury ludzkiej” i naturalnego porządku, któremu sprzeciwia się również egzystencjalizm. Twierdzi, że dzięki takiemu podejściu ludzie są z natury zamożni, a jedynie establishment stanowi ograniczenie, które wymusza zachowanie w inny sposób. Dla Newmana jest to światopogląd „dobra i zła”, który przedstawia jedynie odwrócenie Lewiatana Thomasa Hobbesa, w którym „dobry” stan jest podbity przez „złych” ludzi. Lewis Call i Michel Onfray próbowali również rozwinąć teorię post-anarchistyczną przy pomocy prac Friedricha Nietzschego.
W Polityce Indywidualizmu (1993) anarchofeministka L. Susan Brown wyraźnie opowiada się za ciągłym znaczeniem egzystencjalizmu i uważa go za niezbędne uzupełnienie anarchizmu. Sądzi, że anarchizm jest filozofią opartą na „egzystencjalnym indywidualizmie ”, który podkreśla wolność jednostki i definiuje „egzystencjalny indywidualizm” jako wiarę w wolność ze względu na wolność, w przeciwieństwie do „instrumentalnego indywidualizmu”, który częściej występuje w dziełach liberalnych i jest zdefiniowany jako wolność zaspokajania indywidualnych interesów bez znaczącej wiary w wolność. Twierdzi ona, podobnie jak post-anarchiści, że klasyczna teoria anarchistyczna zakłada, że ludzie z natury współpracują ze sobą, i że ta ludzka natura stwarza wiele problemów dla anarchizmu, ponieważ przeczy to wolnej woli i jednostce. Argumentuje, że aby anarchizm był zasadniczo indywidualistyczny, musi szukać egzystencjalizmu w celu „płynniejszej konceptualizacji natury ludzkiej”. W szczególności opiera się na dziełach Jean-Paula Sartre'a i Simone de Beauvoir, które uważa za zgodne z anarchizmem.
Brown twierdzi, że anarchizm zasadniczo nie bierze pod uwagę feministycznych pomysłów na wychowywanie dzieci. Na przykład pomysł wychowywania dzieci egzystencjalnie wolnych od rodziców i wykształconych niehierarchicznie przez społeczność nie jest często rozważany przez anarchistów, a jednak radykalni myśliciele będący pod dużym wpływem Nietzschego, jak Otto Gross, egzystencjalistyczni psychiatrzy, tacy jak Ronald David Laing i post-strukturaliści Gilles Deleuze i Félix Guattari zdecydowanie argumentowali, że rodzina nuklearna jest jedną z najbardziej opresyjnych, jeśli nie najbardziej opresyjną, instytucją w społeczeństwie zachodnim.
Współczesny anarchista Simon Critchley postrzega egzystencjalne fenomenologa Emmanuela Levinas, samokreśloną „anarchiczną” etykę, nieskończone zapotrzebowanie etyczne, które jest poza miarą i „anarchiczne” w sensie braku hierarchicznej zasady lub reguły, by je ustrukturyzować, jako ważne dla współczesnej anarchistycznej praktyki społecznej. Jego książka Infinitely Demanding: Ethics of Commitment, Politics of Resistance propaguje lewinowską koncepcję anarchizmu i próbę jej praktykowania. Współczesny francuski anarchista i filozof hedonistyczny, Michel Onfray, opublikował książkę o Albercie Camus zatytułowaną The Libertarian Order: The Philosophical Life of Albert Camus (2012).